# Lao Yi
Lao Yi (chiń. 劳义; ur. 10 października 1985 w regionie Kuangsi) – chiński lekkoatleta specjalizujący się w biegach sprinterskich. 
Na arenie międzynarodowej zadebiutował w 2010 roku zajmując szóste miejsce w biegu na 100 metrów podczas pucharu interkontynentalnego. Kilka miesięcy później zdobyła dwa złote medale igrzysk azjatyckich – był najlepszy na dystansie 100 metrów oraz był członkiem zwycięskiej chińskiej sztafety 4 x 100 metrów, która w finale ustanowiła nowy rekord kraju. 3 maja 2012 w japońskim Fukuroi chińska sztafeta z Lao Yi na pierwszej zmianie ustanowiła kolejny (nieaktualny już) rekord Chin – 38,71.
Rekord życiowy w biegu na 100 metrów: 10,21 (26 czerwca 2010, Chongqing).

## Osiągnięcia
| Rok  | Impreza                   | Miejsce | Konkurencja        | Lokata     | Wynik    |
| ---- | ------------------------- | ------- | ------------------ | ---------- | -------- |
| 2010 | Puchar interkontynentalny | Split   | bieg na 100 m      | 6. miejsce | 10,38    |
| 2010 | Igrzyska azjatyckie       | Kanton  | bieg na 100 m      | 1. miejsce | 10,24    |
| 2010 | Igrzyska azjatyckie       | Kanton  | sztafeta 4 x 100 m | 1. miejsce | 39,85 NR |
| 2011 | Mistrzostwa Azji          | Kobe    | sztafeta 4 x 100 m | 4. miejsce | 39,33    |